# Кирикович Богдан Іванович
Богдан Іванович Кирикович (нар. 14 лютого 2008, смт Зарічне, Рівненська область, Україна) — український футболіст, центральний нападник юнацької команди львівського «Руху».

## Життєпис
Народився в смт Зарічне Рівненської області. Вихованець ДЮСШ «Зарічне», перший тренер — Олександр Костюченко. У ДЮФЛУ з 2023 по 2025 рік виступав за КЗ ДЮСШ «Рух» (Львів) та АФ «Рух» (Львів). 20 лютого 2025 року переведений до «Руху». У чемпіонаті U-19 дебютував наступного дня в переможному (3:0) домашньому поєдинку 18-го туру проти черкаського ЛНЗ, а першим голом за юнацьку команду відзначився 28 березня 2025 року на 87-й хвилині програного (1:2) домашнього поєдинку 22-го туру чемпіонату U-19 проти київського «Динамо».
За першу команду «Руху» дебютував 2 травня 2025 року в нічийному (0:0) домашньому поєдинку 27-го туру Прем'єр-ліги України проти криворізького «Кривбасу». Богдан вийшов на поле на 72-й хвилині замість Бабукара Фала.